# Fimbristylis stauntonii
Fimbristylis stauntonii là loài thực vật có hoa trong họ Cói. Loài này được Debeaux & Franch. mô tả khoa học đầu tiên năm 1877.